# Epirrhoe dynata
Epirrhoe dynata är en fjärilsart som beskrevs av Louis Beethoven Prout 1938. Epirrhoe dynata ingår i släktet Epirrhoe och familjen mätare. Inga underarter finns listade i Catalogue of Life.